# Liste der Biografien/Vall
Liste der Biografien |
Portal Biografien |
Personensuche
# |
A |
B |
C |
D |
E |
F |
G |
H |
I |
J |
K |
L |
M |
N |
O |
P |
Q |
R |
S |
T |
U |
V |
W |
X |
Y |
Z |
?
 
Va |
Vd |
Ve |
Vh |
Vi |
Vj |
Vl |
Vn |
Vo |
Vr |
Vs |
Vt |
Vu |
Vy
 
Vaa |
Vab |
Vac |
Vad |
Vae |
Vaf |
Vag |
Vah |
Vai |
Vaj |
Vak |
Val |
Vam |
Van |
Vap |
Vaq |
Var |
Vas |
Vat |
Vau |
Vav |
Vaw |
Vax |
Vay |
Vaz
 
Vala |
Valb |
Valc |
Vald |
Vale |
Valf |
Valg |
Valh |
Vali |
Valj |
Valk |
Vall |
Valm |
Valn |
Valo |
Valp |
Valq |
Vals |
Valt |
Valu |
Valv |
Valy |
Valz
Die Liste der Biografien führt alle Personen auf, die in der deutschsprachigen Wikipedia einen Artikel haben. Dieses ist eine Teilliste mit 286 Einträgen von Personen, deren Namen mit den Buchstaben „Vall“ beginnt.

## Vall
- Vall, Ely Ould Mohamed (1953–2017), mauretanischer Politiker
- Vall, Jessica (* 1988), spanische Schwimmerin
- Vall, Kick van der (* 1946), niederländischer Fußballspieler

### Valla
- Valla, Gerd-Liv (* 1948), norwegische Politikerin
- Valla, Giorgio († 1499), italienischer Mediziner, Astronom, Philologe und Musikologe
- Valla, Joseph († 1790), französischer Ordenspriester (Oratorianer), Philosoph, Schriftsteller
- Valla, Kristin Hille (* 1944), norwegische Politikerin
- Valla, Lorenzo († 1457), italienischer Humanist und KanonikerLorenzo Valla († 1457)

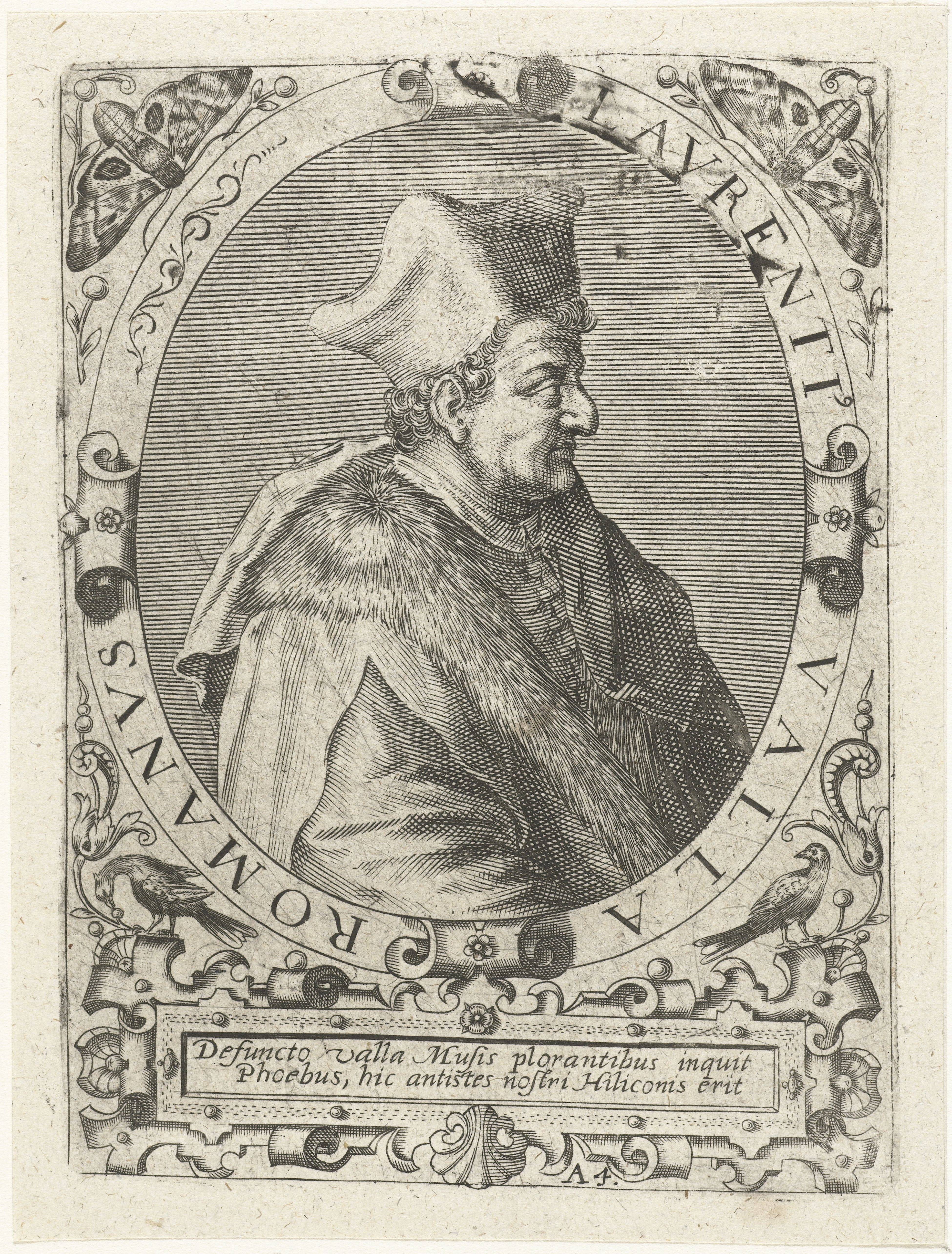
Lorenzo Valla († 1457)

- Valla, Marie-Laure (1963–2022), französische Szenenbildnerin
- Valla, Trebisonda (1916–2006), italienische Leichtathletin und Olympiasiegerin im 80-Meter-Hürdenlauf
- Vallabha (1479–1531), vishnuitischer Heiliger und Philosoph
- Vallabouy, Shereen (* 1998), malaysische Sprinterin
- Vallabriga, María Teresa de (1759–1820), Gemahlin des Infanten Luis de Borbón y Farnesio
- Valladares, Armando (* 1937), kubanischer Schriftsteller
- Valladares, Dioris (1916–2001), puerto-ricanischer Komponist, Arrangeur, Sänger, Bandleader, Gitarrist und Perkussionist
- Valladares, Noel (* 1977), honduranischer Fußballtorhüter
- Valladares, Olban Francisco (* 1941), honduranischer Politiker und Manager
- Valladares, Ronald (* 1987), chilenischer Fußballspieler
- Valladares, Tomás, Supremo Director von Nicaragua
- Vallade, Heinrich von (1830–1870), bayerischer Offizier und Prinzenerzieher im Hause Wittelsbach
- Vallade, Joseph Max von (1825–1882), deutscher römisch-katholischer Geistlicher
- Valladont, Jean-Charles (* 1989), französischer Bogenschütze
- Vallak, Peet (1893–1959), estnischer Schriftsteller
- Vallambert, Simon de, französischer Kinderarzt und humanistischer Schriftsteller
- Vallan, Denis (* 1965), Schweizer Herpetologe
- Vallan, Jacob (1637–1720), niederländischer Mediziner
- Vallance, Alex (1860–1898), schottischer Fußballspieler
- Vallance, Iain, Baron Vallance of Tummel (* 1943), britischer Manager und Politiker
- Vallance, Jim (* 1952), kanadischer Rockmusiker und Komponist
- Vallance, Tom (1856–1935), schottischer Fußballspieler
- Valland, Bjørg Marit (* 1986), norwegische Biathletin
- Valland, Rose (1898–1980), französische Kunsthistorikerin und WiderstandskämpferinRose Valland (1898–1980)

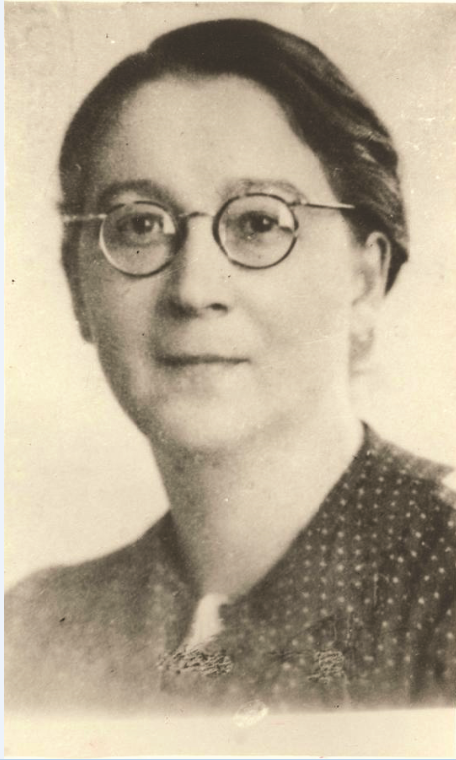
Rose Valland (1898–1980)

- Vallandigham, Clement (1820–1871), US-amerikanischer Politiker
- Vallandingham, Rayna (* 2003), US-amerikanische Schauspielerin und Kampfsportinfluencerin
- Vallanía, Valerio (1906–1998), argentinischer Leichtathlet
- Vallar, Nicolas (* 1983), tahitischer Fußballspieler
- Vallarino, Raúl (* 1951), uruguayischer Schriftsteller und Journalist
- Vallarsi, Domenico (1702–1771), italienischer römisch-katholischer Priester und Patrologe
- Vallarta Marrón, José Luis (* 1939), mexikanischer Botschafter
- Vallarta, Ignacio (1830–1893), mexikanischer Politiker
- Vallarta, Manuel Sandoval (1899–1977), mexikanischer Physiker
- Vallas, Paul (* 1953), US-amerikanischer Politiker (Demokraten)
- Vallaster, Adolf (* 1940), österreichischer Dialektautor
- Vallaster, Christoph (1950–2001), österreichischer Historiker und Autor
- Vallaster, Günter (* 1968), österreichischer Schriftsteller und Herausgeber
- Vallaster, Josef (1910–1943), österreichischer Nationalsozialist und NS-Täter
- Vallaster, Manfred (* 1958), österreichischer Politiker (ÖVP), Landtagsabgeordneter zum Vorarlberger Landtag
- Vallat, Guy, Schweizer Offizier, Militärattaché
- Vallat, Jean (1924–2009), Schweizer Agrarwirtschaftler
- Vallat, Xavier (1891–1972), französischer Anwalt, Journalist und Politiker der extremen Rechten, Mitglied der Nationalversammlung
- Vallaud, Boris (* 1975), französischer Politiker der Sozialistischen Partei (PS)
- Vallaud-Belkacem, Najat (* 1977), französische Politikerin (Sozialistische Partei)Najat Vallaud-Belkacem (* 1977)

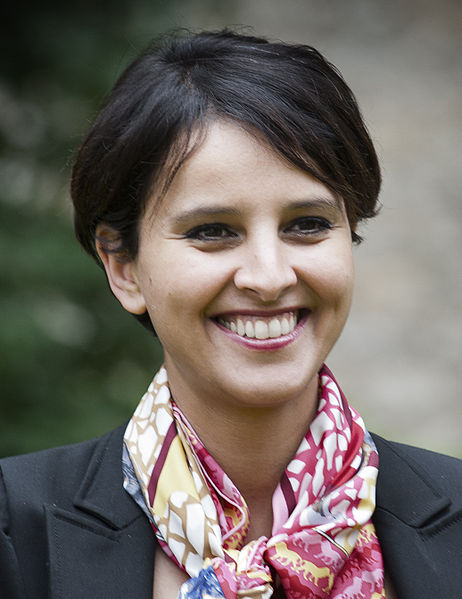
Najat Vallaud-Belkacem (* 1977)

- Vallauri, Tommaso (1805–1897), italienischer Klassischer Philologe
- Vallaury, Alexandre (1850–1921), französischer Architekt im Osmanischen Reich
- Vallayer-Coster, Anne (1744–1818), französische Malerin
- Vallazza, Adolf (* 1924), italienischer Holzbildhauer
- Vallazza, Ermanno (1899–1978), italienischer Radrennfahrer
- Vallazza, Hugo (1955–1997), italienischer Maler (Südtirol)
- Vallazza, Manfred (* 1978), italienischer Politiker (Südtirol)
- Vallazza, Markus (1936–2019), italienischer Maler, Grafiker und Illustrator (Südtirol)
- Vallazza, Rudolf (1888–1951), Südtiroler Bildhauer

### Vallc
- Vallci, Albert (* 1995), österreichischer Fußballspieler
- Vallcorba Plana, Jaume (1949–2014), spanischer Philologe, Herausgeber und Verleger

### Valle
- Valle Gallardo, José del Carmen (1908–2000), chilenischer Geistlicher
- Valle Jiménez, Sergio del (1927–2007), kubanischer General und Politiker
- Valle Paredes, Francisco Javier Del (* 1942), paraguayischer Geistlicher und emeritierter römisch-katholischer Bischof von Campo Mourão
- Valle Riestra, Javier (1932–2024), peruanischer Politiker
- Valle Rodríguez, Andrés del (1833–1888), Präsident von El Salvador
- Valle Seoane, Manuel Teodoro del (1813–1888), peruanischer Geistlicher
- Valle Trueba, Jonatan (* 1984), spanischer Fußballspieler
- Valle, Ågot (* 1945), norwegische Politikerin, Mitglied des Storting, Mitglied der Nobelkommission
- Valle, Áilu, finnisch-samischer Musiker, erster Rapper in samischer Sprache
- Valle, Álex (* 2004), spanischer FußballspielerÁlex Valle (* 2004)

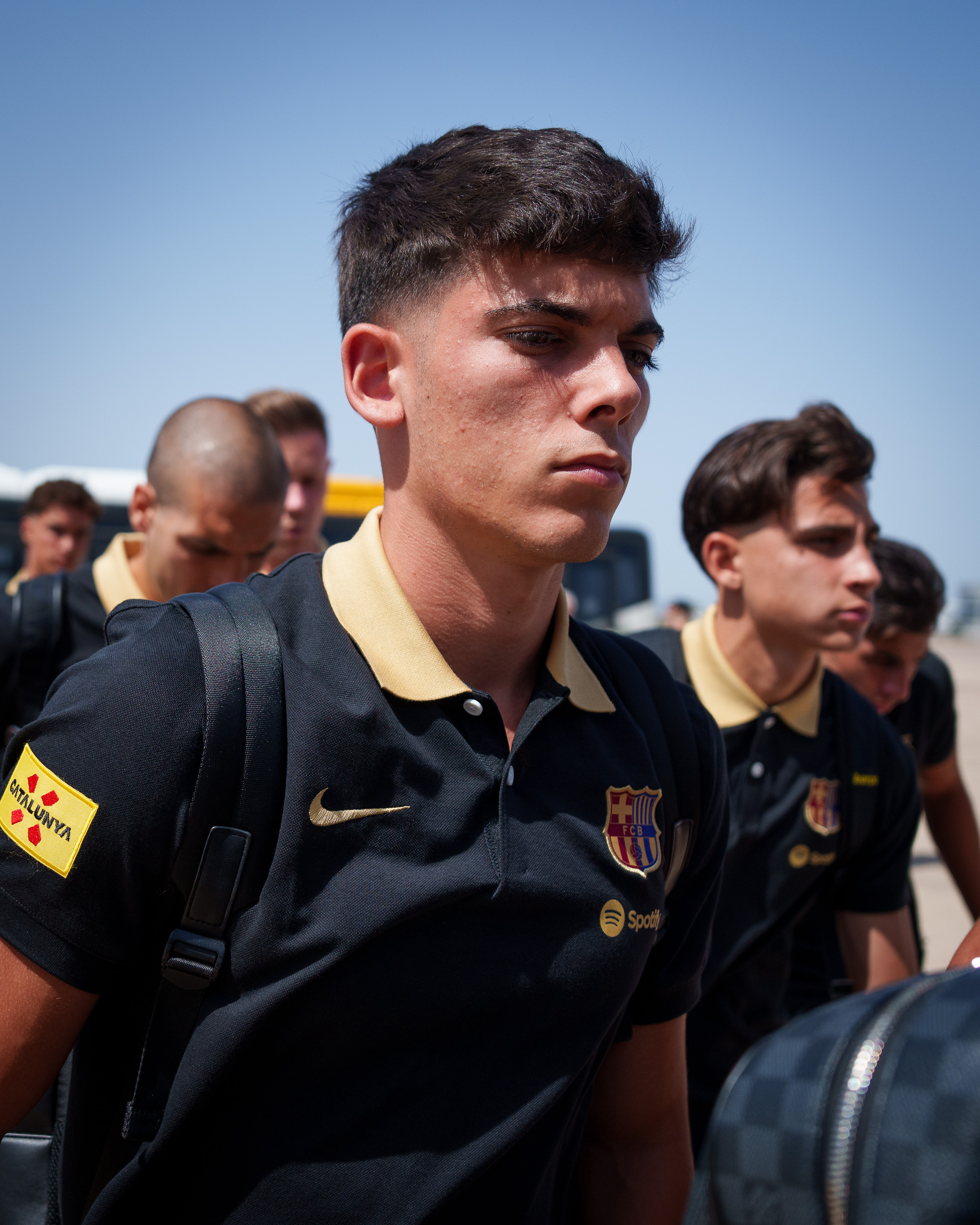
Álex Valle (* 2004)

- Valle, Alexandre del (* 1969), französischer Politikwissenschaftler, Journalist und Essayist
- Valle, Amir (* 1967), kubanischer Schriftsteller
- Valle, Anna (* 1975), italienisches Model und SchauspielerinAnna Valle (* 1975)

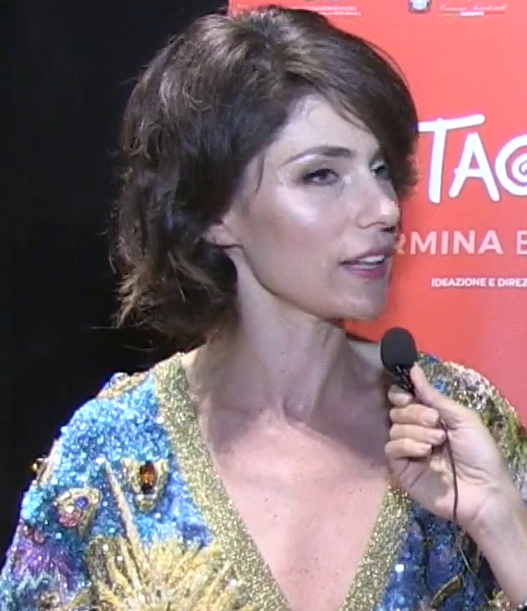
Anna Valle (* 1975)

- Valle, Cristina del (* 1962), spanische Sängerin und Aktivistin (Asturien)
- Vallé, Ernest (1845–1920), französischer Rechtsanwalt und Politiker
- Valle, Fernando del (* 1964), US-amerikanischer Opernsänger (Tenor)
- Valle, Francesco (1940–2003), italienischer Boxer
- Valle, Giulia (* 1972), italienische Jazzmusikerin (Kontrabass, Komposition)
- Valle, Giuseppe (1904–1990), italienischer Wasserballspieler und -trainer
- Valle, Guillermo Del, peruanischer Fußballspieler
- Valle, Inger Louise (1921–2006), norwegischer Politiker (Arbeiderpartiet), Storting-Abgeordnete und Ministerin
- Valle, Javier (1936–2022), mexikanischer Fußballspieler
- Valle, Jorge (* 1976), spanischer Eishockeyspieler
- Valle, José Cecilio Díaz del (1777–1834), Präsident der Zentralamerikanischen Konföderation
- Valle, José Geraldo Oliveira do (* 1929), brasilianischer Ordensgeistlicher, emeritierter Bischof von Guaxupé
- Vallé, José María (* 1810), nicaraguanischer Militär
- Valle, Juan Alfonso (* 1905), peruanischer Fußballspieler
- Valle, Knut Magne (* 1974), norwegischer Gitarrist, Komponist, Tontechniker und Musikproduzent
- Valle, Lito (* 1942), argentinischer Komponist, Arrangeur, Dirigent und Musikpädagoge
- Valle, Marcos (* 1943), brasilianischer Komponist, Sänger, Gitarrist und PianistMarcos Valle (* 1943)

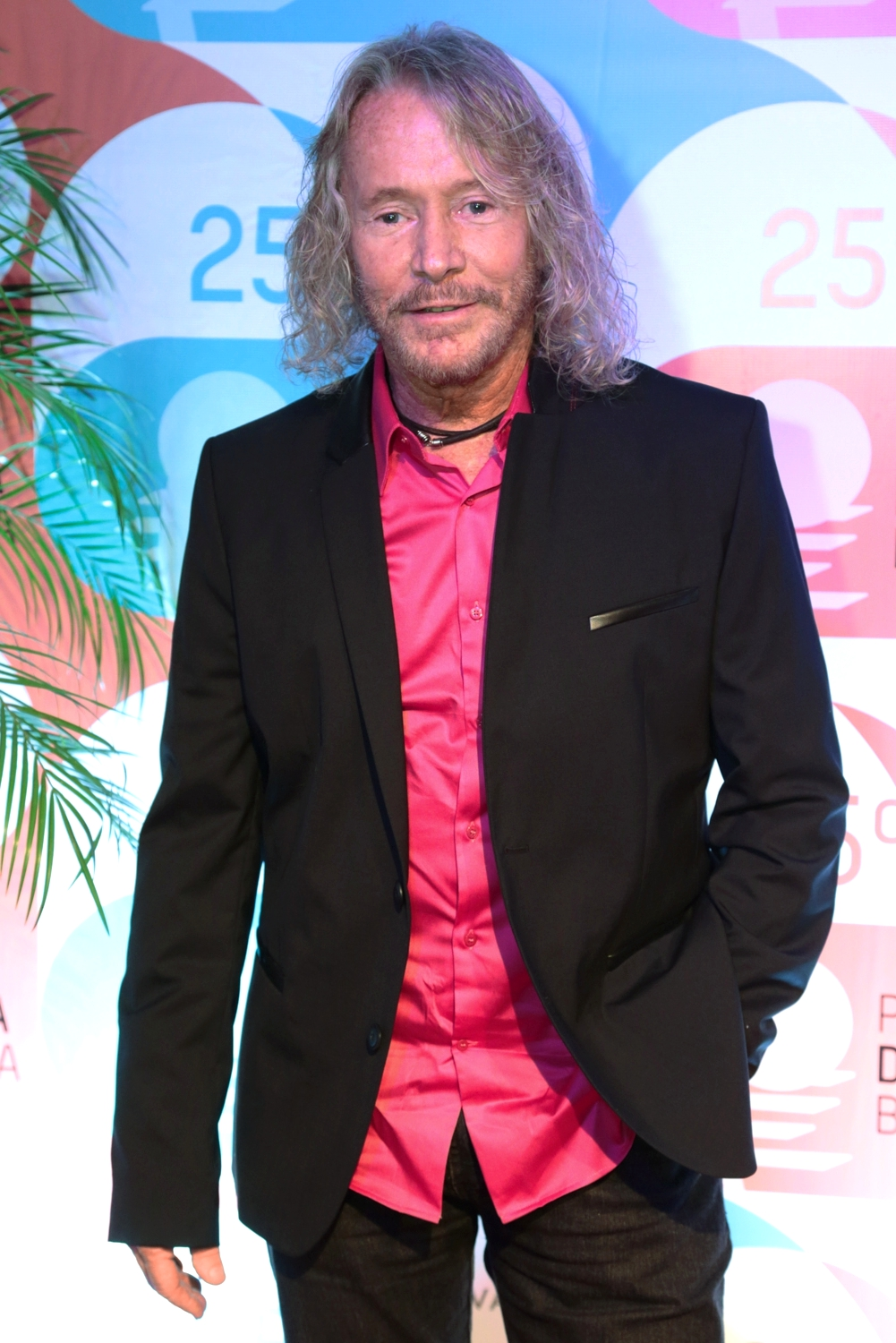
Marcos Valle (* 1943)

- Valle, María (* 2004), spanische Fußballspielerin
- Valle, Martín del (* 1988), peruanischer Badmintonspieler
- Valle, Maurice del (1883–1965), französischer Eishockeytorwart
- Valle, Orlando (* 1966), kubanischer Musiker
- Valle, Pietro della (1586–1652), italienischer Reisender, Reiseschriftsteller und Komponist
- Valle, Rafael Del (* 1967), puerto-ricanischer Boxer und Boxweltmeister der WBO im Bantamgewicht
- Valle, Ramón (* 1964), kubanischer Jazzpianist
- Valle, Soledad del (* 1950), argentinische Tangosängerin
- Valle, Walmir Alberto (1938–2019), brasilianischer Ordensgeistlicher, römisch-katholischer Bischof von Joaçaba
- Valle-Inclán, Ramón María del (1866–1936), spanischer Dramatiker und Romancier
- Vallebona, Alessandro (1899–1987), italienischer Radiologe
- Vallecilla, Shary (* 2001), kolumbianische Sprinterin
- Vallée, André (1930–2015), kanadischer römisch-katholischer Geistlicher, Bischof von Hearst
- Vallée, Bernard (1945–2021), französischer Fechter
- Vallee, Bert L. (1919–2010), US-amerikanischer Mediziner und Biochemiker
- Vallée, Boris (* 1993), belgischer Radsportler
- Vallée, Dirk (1965–2017), deutscher Ingenieur und Hochschullehrer
- Vallée, Dominique (* 1981), kanadische Snowboarderin
- Vallée, Henri (1865–1916), französischer Kutschen-, Fahrrad- und Autobauer
- Vallée, Jacques (* 1939), französischer Astronom, Informatiker und UfologeJacques Vallée (* 1939)

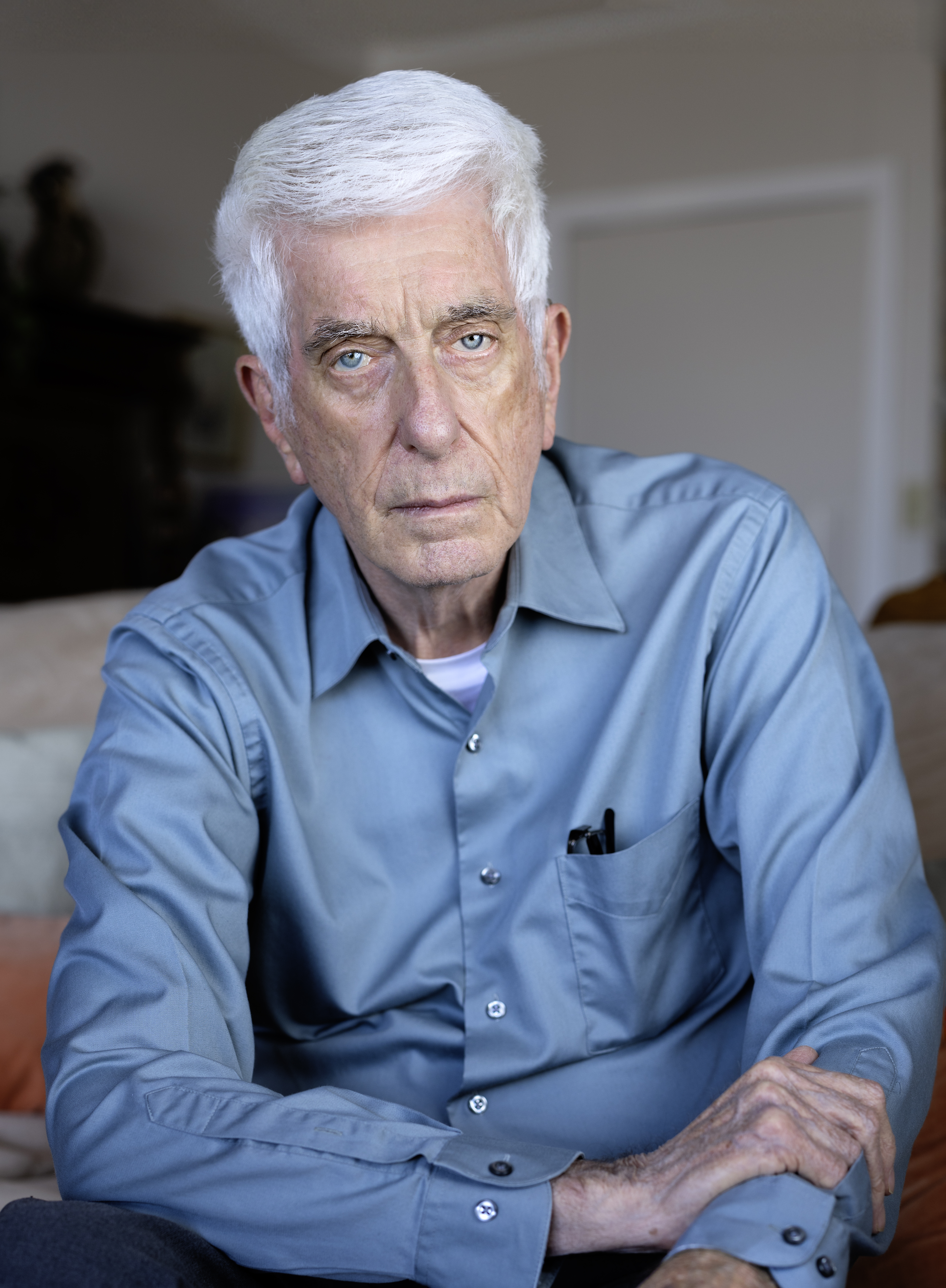
Jacques Vallée (* 1939)

- Vallée, Jean (1941–2014), belgischer Sänger
- Vallée, Jean-Marc (1963–2021), kanadischer Regisseur, Drehbuchautor, Filmeditor, Schauspieler und Filmproduzent
- Vallée, Marcel (1880–1957), französischer Schauspieler
- Vallée, Paul (1905–1957), französischer Autorennfahrer
- Vallée, Rudy (1901–1986), US-amerikanischer Sänger, Saxophonist, Bandleader, Schauspieler und Entertainer
- Vallée, Simon de la († 1642), französisch-schwedischer Architekt
- Vallée-Poussin, Charles Louis de la (1827–1903), belgischer Geologe
- Valleix, François Louis Isidore (1807–1855), französischer Kinderarzt
- Vallejo Balda, Lucio Ángel (* 1961), spanischer Priester, Sekretär der Präfektur für die ökonomischen Angelegenheiten des Heiligen Stuhls
- Vallejo Bernal, Enrique Alejandro (1902–1984), kolumbianischer römisch-katholischer Ordensgeistlicher, Apostolischer Präfekt von Tierradentro
- Vallejo Pons, Francisco (* 1982), spanischer Schachspieler
- Vallejo, Adolfo Daniel (* 2004), paraguayischer Tennisspieler
- Vallejo, Alfonso (* 1943), spanischer Mediziner, Hochschullehrer, Dichter, Dramatiker und Künstler
- Vallejo, Ángel (* 1981), spanischer Radrennfahrer
- Vallejo, Boris (* 1941), peruanisch-US-amerikanischer IllustratorBoris Vallejo (* 1941)

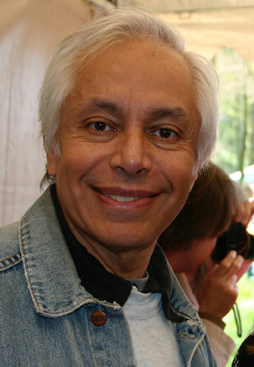
Boris Vallejo (* 1941)

- Vallejo, Camila (* 1988), chilenische Aktivistin der Studentenbewegung 2011
- Vallejo, Carmen (1922–2013), argentinische Filmschauspielerin
- Vallejo, César (1892–1938), peruanischer Dichter und Schriftsteller
- Vallejo, Fernando (* 1942), kolumbianischer Schriftsteller
- Vallejo, Gabriel (* 1971), argentinischer Komponist
- Vallejo, Irene (* 1979), spanische Literaturwissenschaftlerin und Schriftstellerin
- Vallejo, Iván (* 1959), ecuadorianischer Bergsteiger
- Vallejo, Jesús (* 1997), spanischer Fußballspieler
- Vallejo, María Antonia (1751–1787), spanische Schauspielerin und Sängerin
- Vallejo, Melanie (* 1979), australische Schauspielerin
- Vallejo, Raúl (* 1959), ecuadorianischer Schriftsteller, Politiker und Intellektueller
- Vallejo-Nájera, Antonio (1889–1960), spanischer Psychiater und Eugeniker
- Vallejos, Diego (* 1990), chilenischer Fußballspieler
- Vallejos, Leopoldo (* 1944), chilenischer Fußballspieler
- Vallejos, Rubén (* 1967), chilenischer Fußballspieler
- Vallelonga, Nick (* 1959), US-amerikanischer Regisseur, Drehbuchautor, Filmproduzent und Filmschauspieler
- Vallely, Mike (* 1970), US-amerikanischer Skateboarder
- Vallemani, Giuseppe (1648–1725), italienischer Kardinal der Römischen Kirche
- Vallendar, Benedikt (* 1969), deutscher PublizistBenedikt Vallendar (* 1969)

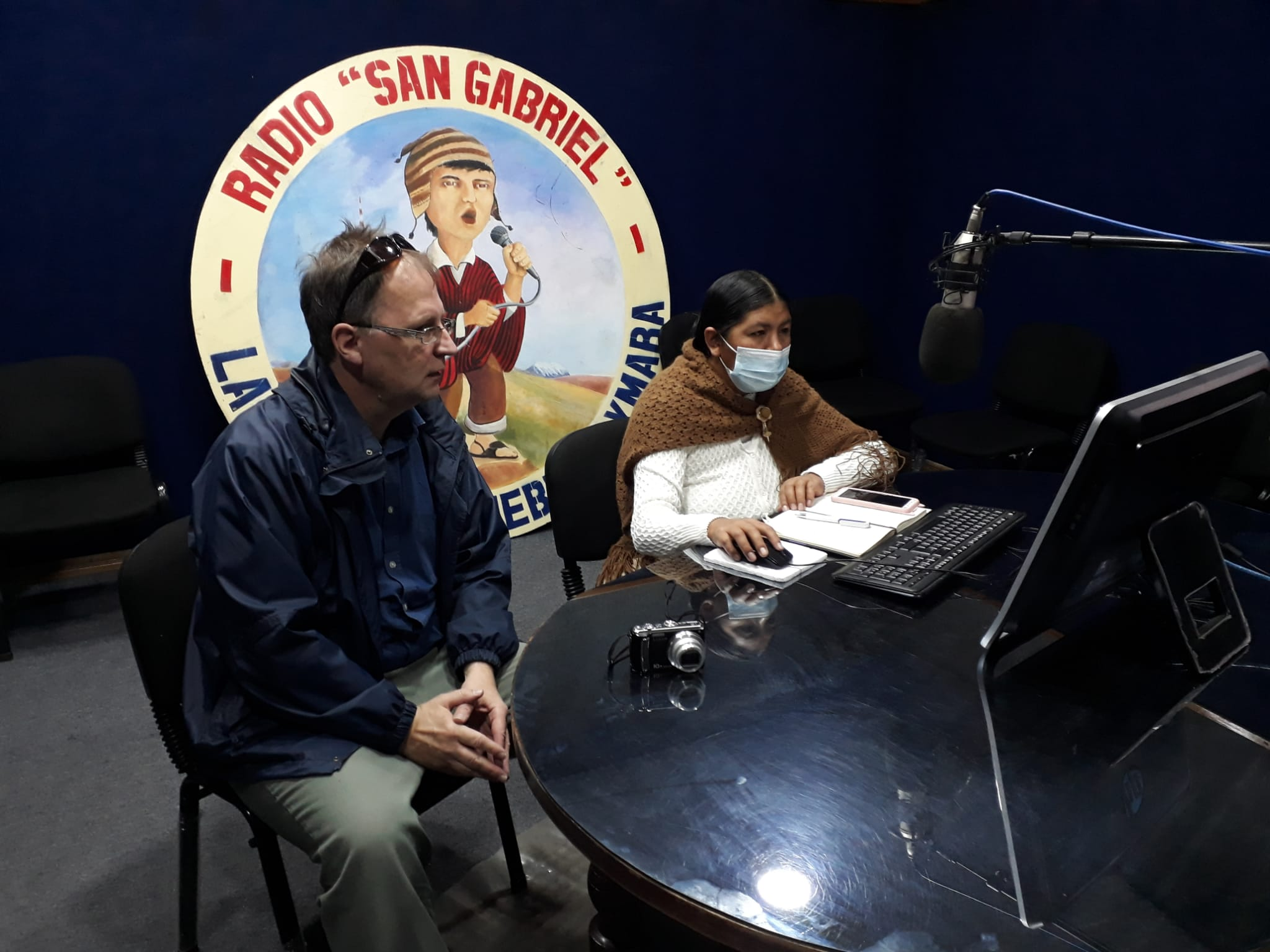
Benedikt Vallendar (* 1969)

- Vallendar, Marc (* 1986), deutscher Politiker (FDP, AfD)
- Vallendar, Willi (* 1943), deutscher Jurist
- Vallender, Dorle (* 1941), Schweizer Politikerin (FDP)
- Vallenilla Lanz, Laureano (1912–1973), venezolanischer Politiker
- Vallenilla, Keydomar (* 1999), venezolanischer Gewichtheber
- Vallentin, Berthold (1877–1933), deutscher Jurist, Historiker und Publizist
- Vallentin, Franz (1882–1918), schweizerischer Theaterschauspieler und Publizist
- Vallentin, Hermann (1872–1945), deutscher Schauspieler und Sänger
- Vallentin, Maxim (1904–1987), deutscher Schauspieler, Theaterregisseur, SED-ZK-Mitglied und langjähriger Leiter des Berliner Maxim-Gorki-Theaters
- Vallentin, Richard (1874–1908), Theaterschauspieler und -regisseur
- Vallentin, Thomas (1946–2023), deutscher Regisseur und Schauspiellehrer
- Vallera, João de (* 1950), portugiesischer Diplomat
- Vallerand, Jean (1915–1994), kanadischer Komponist, Musikkritiker und Dirigent
- Vallerey, Georges junior (1927–1954), französischer Schwimmer
- Vallerey, Georges senior (1902–1956), französischer Schwimmer
- Vallero, Gianluca (* 1966), italienischer Filmregisseur, Drehbuchautor, Synchronsprecher und Filmproduzent
- Valleroy, C. J. (* 1999), US-amerikanischer Filmschauspieler
- Vallery, Heike (* 1979), deutsche Maschinenbauingenieurin und Hochschullehrerin
- Vallery-Radot, Louis Pasteur (1886–1970), französischer Arzt und Politiker
- Vallery-Radot, René (1853–1933), französischer Schriftsteller
- Valles y Soler de Aragón, Enrique († 1889), spanischer Diplomat
- Vallés, Adrián (* 1986), spanischer Rennfahrer
- Vallès, Alexandre (* 1975), französischer Schauspieler, Musiker und Filmemacher
- Valles, Arlington (1886–1970), US-amerikanischer Kostümbildner
- Vallés, Carlos G. (1925–2020), spanisch-indischer Jesuit, Missionar der Gesellschaft Jesu, Mathematikprofessor
- Vallès, Jules (1832–1885), französischer Publizist, Romanschriftsteller, Revolutionär und JournalistJules Vallès (1832–1885)

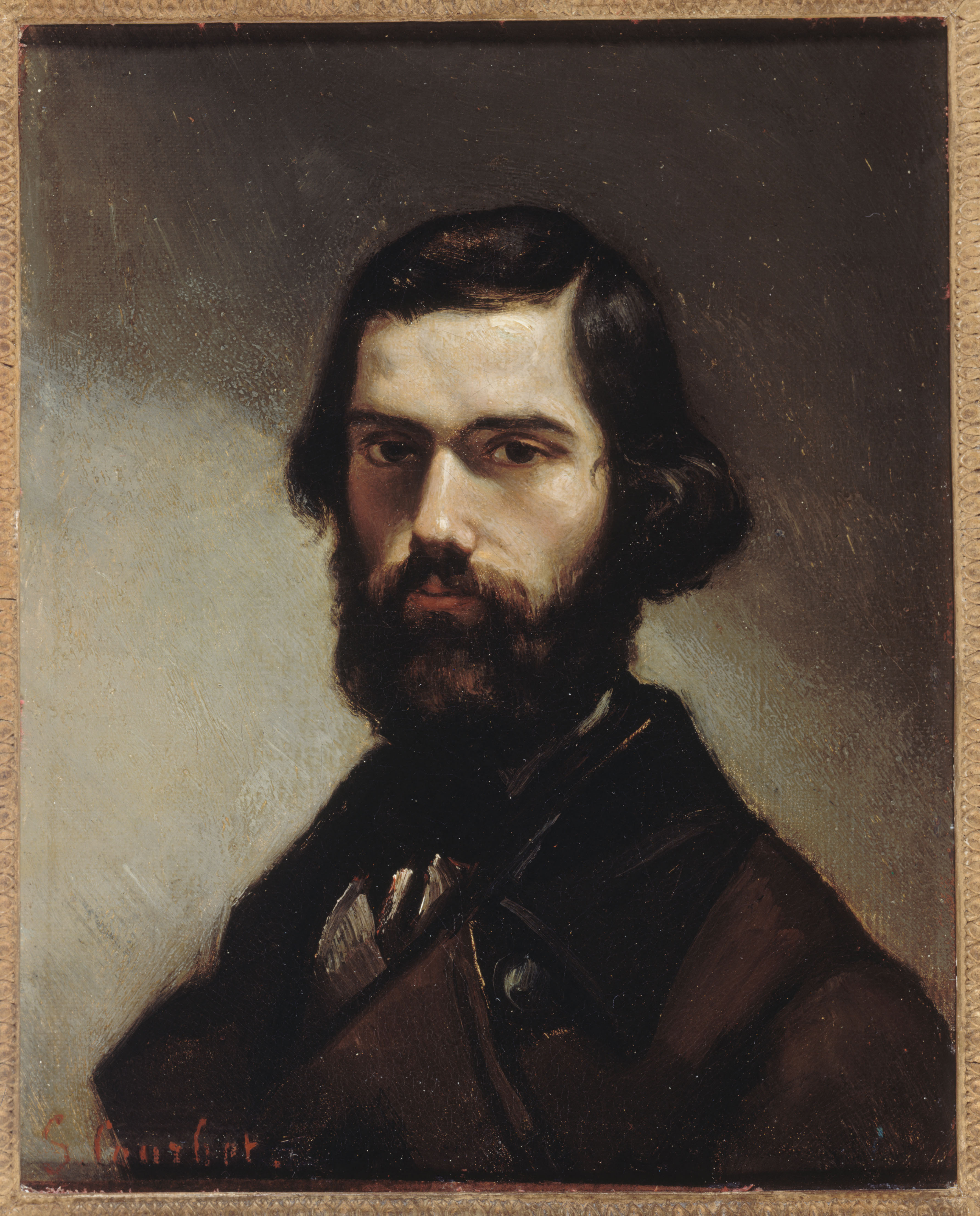
Jules Vallès (1832–1885)

- Valles, Marisol (* 1990), mexikanische Polizistin, Polizeichef in Guadalupe (Chihuahua)
- Valles, Romulo Geolina (* 1951), philippinischer Geistlicher, römisch-katholischer Erzbischof von Davao
- Valles, Sita (* 1951), portugiesisch-angolanische Kommunistin
- Vallesi, Paolo (* 1964), italienischer Cantautore
- Vallespir, Lluís Jaume (1740–1775), mallorquinischer Ordensmann
- Vallet des Barres, Julius von (1820–1897), preußischer General der Infanterie
- Vallet Kleiner, Danielle (* 1958), französische Videokünstlerin
- Vallet y Arnau, Francisco de Paula (1883–1947), spanischer Jesuit und Ordensgründer
- Vallet, Ambre (* 1998), deutsch-französische Singer-Songwriterin
- Vallet, Annie, französische Badmintonspielerin
- Vallet, Bernard (* 1954), französischer Radrennfahrer
- Vallet, Carla, Popsängerin
- Vallet, Cédric (* 1971), französischer Skilangläufer
- Vallet, Dominique (* 1979), italienische Biathletin
- Vallet, Edgar (* 2000), französischer Nordischer Kombinierer
- Vallet, Édouard (1876–1929), Schweizer Maler
- Vallet, Georges (1922–1994), französischer Klassischer Archäologe
- Vallet, Guillaume (1632–1704), französischer Kupferstecher
- Vallet, Jérôme (* 1667), französischer Kupferstecher
- Vallet, Marguerite (1888–1918), Schweizer Malerin
- Vallet, Mégane (* 1989), französische Handballspielerin
- Vallet, Nicolas, niederländischer Lautenkomponist französischer Abstammung
- Vallet, Odon (* 1947), französischer Religionswissenschaftler
- Vallet-Regí, María (* 1947), spanische Chemikerin und Hochschullehrerin
- Valletaux, Jean-André (1773–1811), französischer Brigadegeneral
- Valletta, Amber (* 1974), US-amerikanisches Model und FilmschauspielerinAmber Valletta (* 1974)

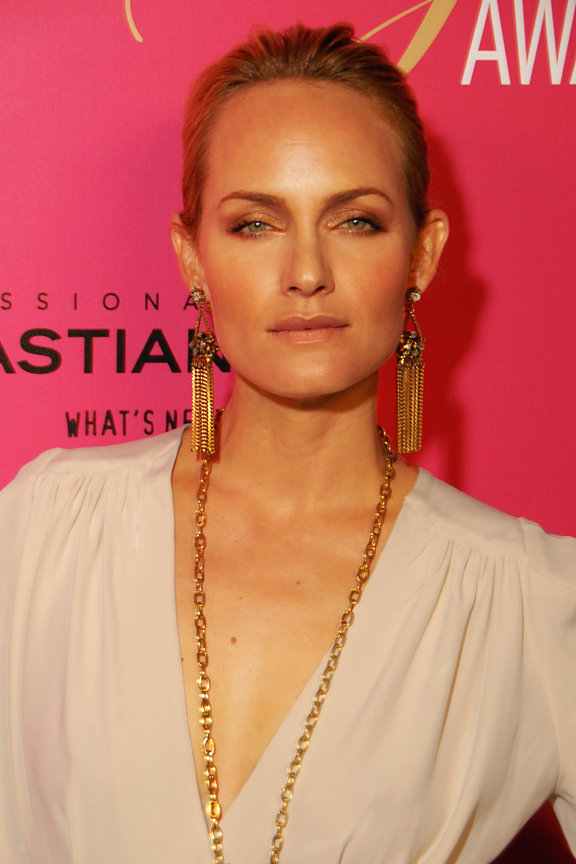
Amber Valletta (* 1974)

- Valletta, Giuseppe (1636–1714), neapolitanischer Jurist und Philosoph
- Valletta, Vittorio (1883–1967), italienischer Industrieller
- Vallette, Alfred (1858–1935), französischer Schriftsteller und Herausgeber
- Vallette, Alfred E. (1860–1941), Schweizer Ingenieur, Bauunternehmer und Mitbegründer der Wartmann & Vallette Cie in Brugg
- Vallette, Bruno (* 1976), französischer Mathematiker
- Vallette, Pierre, Kantor und Kirchenliedkomponist
- Valletti, Cesare (1922–2000), italienischer Opernsänger (Tenor)
- Valley, John W. (* 1948), US-amerikanischer Geochemiker und Petrologe
- Valley, Mark (* 1964), US-amerikanischer Schauspieler
- Valley, Robert (* 1969), kanadischer Animator und Filmregisseur
- Vallez, Thomas (* 1996), französischer Badmintonspieler

### Vallg
- Vallgren, Carl-Johan (* 1964), schwedischer Autor und Musiker
- Vallgren, Ville (1855–1940), finnischer Bildhauer

### Valli
- Valli, Alida (1921–2006), italienische Schauspielerin
- Valli, Clayton (1951–2003), amerikanischer Linguist
- Valli, Éric (* 1952), französischer Fotograf und Filmregisseur
- Valli, Francesco († 2012), san-marinesischer Politiker
- Valli, Frankie (* 1934), US-amerikanischer PopsängerFrankie Valli (* 1934)

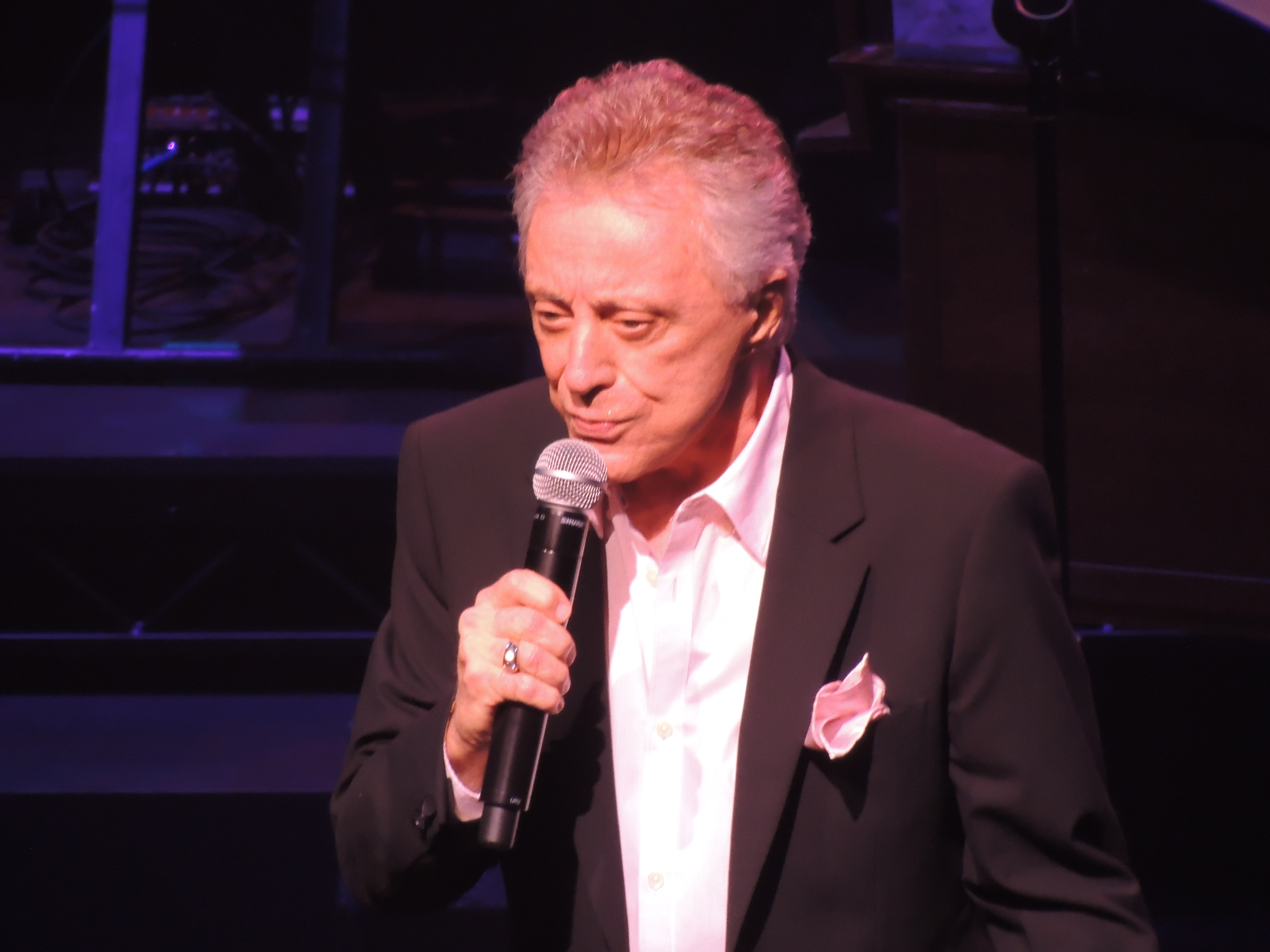
Frankie Valli (* 1934)

- Valli, Giulio (1875–1949), italienischer Vizeadmiral und Politiker
- Valli, Luigi (1878–1931), italienischer Literaturkritiker und Dozent
- Valli, Marco (* 1985), italienischer Politiker
- Valli, Matteo (* 1986), san-marinesischer Fußballspieler
- Valli, Romolo (1925–1980), italienischer Schauspieler
- Valli, Viola (* 1972), italienische Langstreckenschwimmerin
- Valli, Virginia (1898–1968), US-amerikanische Schauspielerin
- Vallien, Bertil (* 1938), schwedischer Künstler und Glas-Designer
- Vallier, Dora (1921–1997), bulgarisch-französische Kunsthistorikerin
- Vallier, John (1920–1991), englischer Pianist, Komponist, Musikpädagoge und Musikwissenschaftler
- Vallière, Jean († 1523), französischer Augustiner und evangelischer Märtyrer
- Vallieres, Magdeleine (* 2001), kanadische Radrennfahrerin
- Vallières, Pierre (1938–1998), kanadischer Journalist, Autor und Politiker
- Vallières, Yvon (* 1949), kanadischer Politiker, Präsident der Nationalversammlung von Québec
- Vallik, Aidi (* 1971), estnische Lyrikerin und Kinderbuchautorin
- Vallin de La Mothe, Jean-Baptiste (1729–1800), französischer Architekt des Klassizismus
- Vallin i Ballin, Carlos (1868–1945), deutscher Unternehmer und Nähmaschinenfabrikant
- Vallin, Ari (* 1978), finnischer Eishockeyspieler
- Vallin, Louis (1770–1854), französischer Generalleutnant der Kavallerie
- Vallin, Ninon (1886–1961), französische Theaterschauspielerin, Opernsängerin (Sopran) und Gesangspädagogin
- Vallin, Rick (1919–1977), US-amerikanischer Schauspieler
- Vallina, Ángela (* 1959), spanische Politikerin, MdEP
- Vallini, Agostino (* 1940), italienischer Geistlicher, emeritierter Kardinalvikar der Diözese Rom
- Vallisneri, Antonio (1661–1730), italienischer Mediziner, Botaniker und Geologe
- Vallisoo, Mari (1950–2013), estnische Dichterin

### Vallm
- Vallmitjana, Jorge (1927–2004), argentinischer Radrennfahrer

### Vallo
- Vallo, Ambra, italienische klassische Balletttänzerin
- Vallo, Matúš (* 1977), slowakischer Politiker, Architekt, Aktivist, Musiker und Bürgermeister von Bratislava
- Vallois, Henri-Victor (1889–1981), französischer Anthropologe, Paläontologe und Anatom
- Vallois, Philippe (* 1948), französischer Regisseur
- Vallon, Colin (* 1980), Schweizer Jazzmusiker
- Vallon, Fernand (1896–1962), französischer Autorennfahrer
- Vallon, Gert (1920–1989), österreichischer Politiker (FPÖ); Vizebürgermeister von Klagenfurt
- Vallone, Aldo (1916–2002), italienischer Romanist, Italianist und Danteforscher
- Vallone, John (1953–2004), US-amerikanischer Szenenbildner und Artdirector
- Vallone, Raf (1916–2002), italienischer Schauspieler und FußballspielerRaf Vallone (1916–2002)

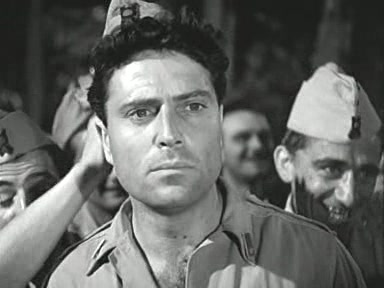
Raf Vallone (1916–2002)

- Vallop Potaya (* 1954), thailändischer Bogenschütze
- Valloppilly, Sebastian (1911–2006), indischer Geistlicher, syro-malabarischer Bischof von Tellicherry
- Vallori, Antoni (1949–2022), spanischer Radrennfahrer
- Vallori, Guillermo (* 1982), spanischer Fußballspieler
- Vallortigara, Elena (* 1991), italienische Hochspringerin
- Vallot, Joseph (1854–1925), französischer Privatgelehrter
- Vallot, Kaspar (1925–2024), deutscher Journalist
- Vallotti, Francesco Antonio (1697–1780), italienischer Komponist
- Vallotto, Mario (1933–1966), italienischer Bahnradsportler
- Vallotto, Smilla (* 2004), Schweizer Fußballspielerin
- Vallotton, Annie (1915–2013), schweizerisch-französische Künstlerin und Illustratorin
- Vallotton, Benjamin (1877–1962), Schweizer Schriftsteller, Lehrer und Redakteur
- Vallotton, Félix (1865–1925), französisch-schweizerischer Maler, Grafiker und SchriftstellerFélix Vallotton (1865–1925)

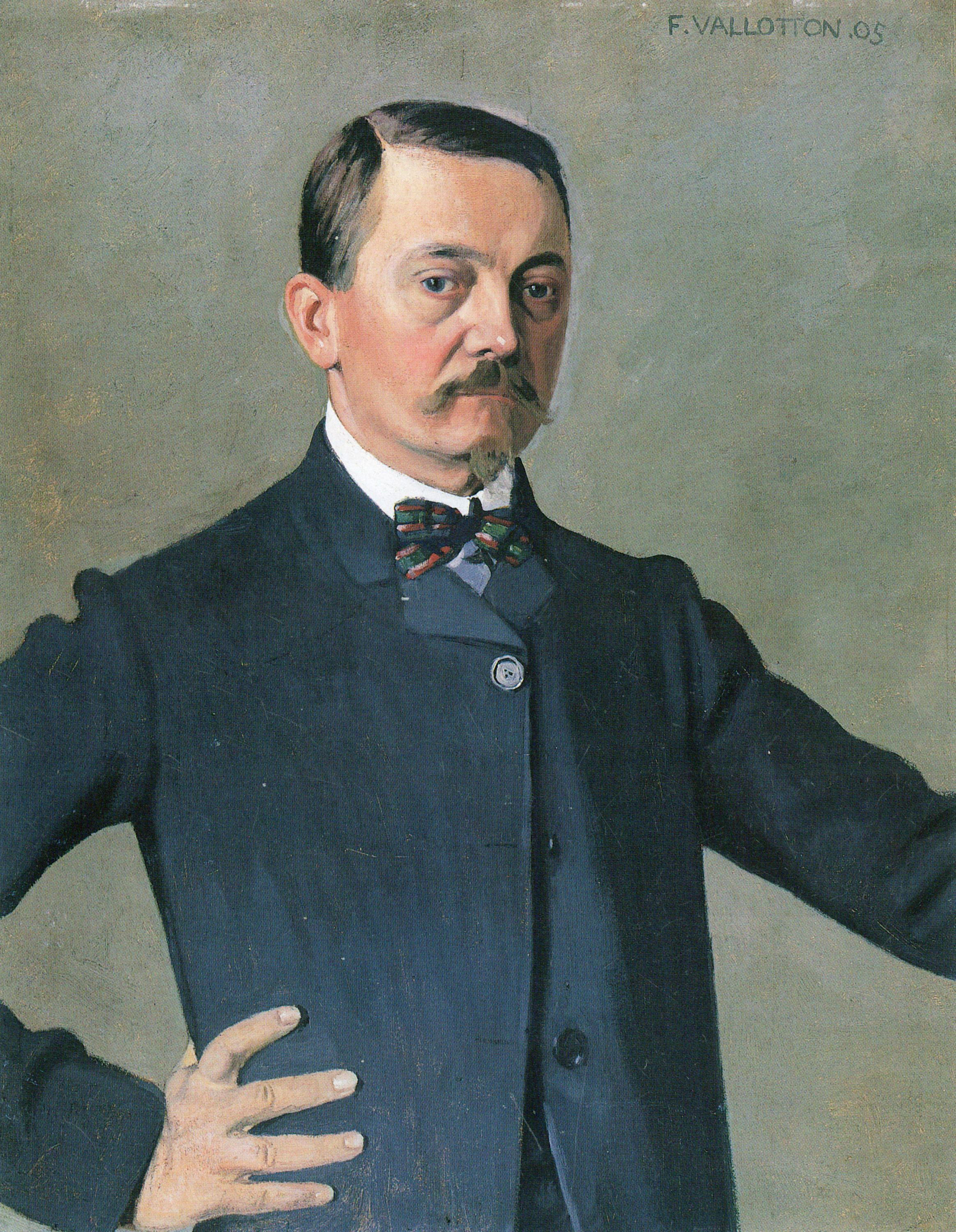
Félix Vallotton (1865–1925)

- Vallotton, Henry (1891–1971), Schweizer Politiker, Diplomat und Schriftsteller
- Vallotton, Jean-Pierre (* 1955), Schweizer Schriftsteller

### Vallq
- Vallquist, Gunnel (1918–2016), schwedische Autorin und Literaturwissenschaftlerin

### Vallr
- Vallribera i Moliné, Pere (1903–1990), spanischer Pianist, Komponist und Musikpädagoge
- Vallribera, Josep (* 1937), spanischer Maler

### Valls
- Valls i Gorina, Manuel (1920–1984), katalanischer Komponist und Musikwissenschaftler
- Valls, Francesc († 1747), spanischer Komponist und Kapellmeister
- Valls, Jordi (* 1960), spanischer Musiker und Konzeptkünstler (Katalonien)
- Valls, Lali, spanische Squashspielerin
- Valls, Manuel (* 1962), französischer Politiker (SP), Mitglied der NationalversammlungManuel Valls (* 1962)

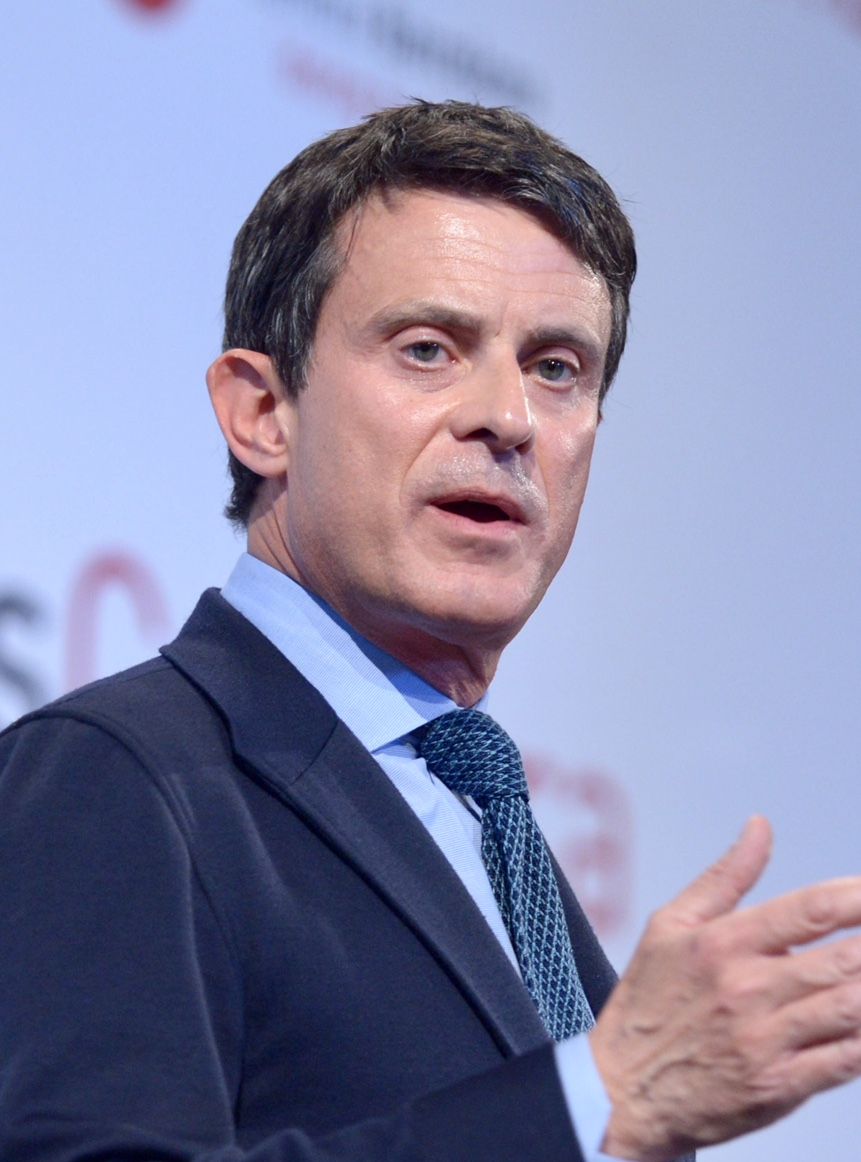
Manuel Valls (* 1962)

- Valls, Rafael (* 1987), spanischer Straßenradrennfahrer
- Valls, Théo (* 1995), französischer Fußballspieler
- Valls, Xavier (1923–2006), spanischer Maler

### Vallu
- Valluy, Jean-Étienne (1899–1970), französischer General

### Vallv
- Vallverdú, Daniel (* 1986), venezolanischer Tennisspieler
- Vallverdú, Francesc (1935–2014), spanischer Dichter, Verleger, Übersetzer, Linguist und Katalanist
- Vallvey, Ángela (* 1964), spanische Autorin

### Vally
- Vally, Jo (* 1958), belgischer Schlagersänger
- Vallyon, Imre (* 1940), neuseeländischer Autor spiritueller Literatur
- Vallys, Nicolai (* 1996), dänischer Fußballspieler